# ادی گناهور
ادی گناهور (انگلیسی: Eddy Gnahoré؛ زادهٔ ۱۴ نوامبر ۱۹۹۳) بازیکن فوتبال اهل فرانسه است.
از باشگاه‌هایی که در آن بازی کرده‌است می‌توان به باشگاه فوتبال کارپی، باشگاه فوتبال پروجا، باشگاه ورزشی آمیان، باشگاه فوتبال منچستر سیتی، باشگاه فوتبال بیرمنگام سیتی، باشگاه فوتبال پالرمو، و باشگاه فوتبال ناپولی اشاره کرد.
وی همچنین در تیم ملی فوتبال زیر ۱۸ سال فرانسه بازی کرده‌است.